# Meryem Uzerli
Meryem Sarah Uzerli (anhörenⓘ * 12. August 1983 in Kassel) ist eine deutsch-türkische Schauspielerin.

## Leben und Leistungen
Uzerli ist die Tochter einer deutschen Lehrerin und eines türkischen Gesellschaftswissenschaftlers. Mit ihrer Schwester und zwei älteren Brüdern wuchs sie in Kassel auf. Die dortige Waldorfschule schloss sie mit der mittleren Reife ab und besuchte als jüngste Schülerin das Schauspielstudio Frese in Hamburg.
In der Türkei ist sie durch ihre Rolle als Hürrem Sultan (Sultan Süleymans Lieblingsfrau) in der Fernsehserie Muhteşem Yüzyıl (Das prächtige Jahrhundert) bekannt. Die Serie wurde in mehr als 70 Länder verkauft und hat weltweit mehr als 400 Mio.  Fans. Uzerli lernte für diese Rolle die türkische Sprache.
2013 wurde ihr Ausstieg aus der Serie und ihre Rückkehr nach Berlin verkündet und sie gab bekannt, schwanger zu sein. 2014 kam ihre Tochter zur Welt. Seitdem spielt sie in diversen erfolgreichen Serien und Kinofilmen mit.

## Filmografie
- 2008: Inga Lindström: Hannas Fest, Regie: Peter Weissflog, Fernsehreihe
- 2008: Jetzt vorbei, Regie: Matthias Staehle, Kinofilm
- 2008: Ein total verrücktes Wochenende, Regie: Ulli Baumann, Ariane Zeller TV
- 2009: Hayat, Regie: Johannes Büchs, Trailer
- 2009: Wiedergeburt, Regie: Dima Lochmann, Kurzfilm
- 2009: The Line, Regie: Xavier Agudo, Kino- bzw. Kurzfilm
- 2009: Schulterblick, Regie: Alexander Eisfeld, Kino- bzw. Kurzfilm
- 2009: Lauf um deine Liebe, Regie: Stjepan Marina, Kurzfilm
- 2009: LUME, Regie: Nathalie Viranyi, Kino- bzw. Kurzfilm
- 2010: Reise ohne Rückkehr – Endstation Frankfurter Flughafen
- 2010: Der Staatsanwalt, Regie: Boris Keidies, TV-Reihe
- 2010: Notruf Hafenkante, Regie: Rolf Wellingerhoff, TV-Serie
- 2010: Ein Fall für zwei, Regie: Boris Keidies, TV-Reihe
- 2010: Das ist ja das Leben selbst, Regie: Björn Last, Spielfilm
- 2010: The Dark Chest of wonders, Regie: Sven Godenrath, Kurzfilm
- 2010: Jetzt aber Ballett, Regie: Isabell Suba, Fernsehfilm
- 2010: Urbane Dater, Regie: Oguz Teoman, Kurzfilm
- 2010: We all love football, Regie: Dennis Albrecht, Episodenfilm
- 2011–2013: Muhteşem Yüzyıl, Regie: Yağmur und Durul Taylan (Fernsehserie, 100 Folgen)
- 2011: Ein Fall für zwei: Verlust
- 2016: Gecenin Kralicesi, Regie: Yağmur und Durul Taylan, Fernsehserie
- 2016: Annemin Yarası, Regie: Ozan Açıktan
- 2016–2017: Eskiya Dünyaya Hükümdar Olmaz (Fernsehserie, 19 Folgen)
- 2017: Cingöz Recai, Regie: Onur Ünlü (Kinofilm)
- 2017: Öteki Taraf, Regie: Özcan Deniz (Kinofilm)
- 2020: Kovan, Regie: Eylem Kaftan (Kinofilm)
- 2024: RU, Regie: Bahadır Karataş (Fernsehserie, 8 Folgen)

## Auszeichnungen und Nominierungen
7th Beirut International Awards
2016: Beste Internationale Schauspielerin 2016
Tüketici Akademie Award
- 2011: Beste weibliche Hauptrolle für „Muhteşem Yüzyıl“

Silver Horse Award
- 2011: Beste Schauspielerin für „Muhteşem Yüzyıl“

Marmara-Universität Istanbul
- 2011: Nachwuchspreis

47. Internationale Goldene Orange Filmfestival
- 2010: Jury Spezial Preis für „Eine Reise ohne Rückkehr“